# Hopkinsville (Kentucky)
Hopkinsville es una ciudad ubicada en el condado de Christian, Kentucky, Estados Unidos. Tiene una población estimada, a mediados de 2021, de 30 683 habitantes.
Es la sede del condado. 

## Geografía
La ciudad está ubicada en las coordenadas 36°50′21″N 87°28′25″O / 36.83917, -87.47361. Según la Oficina del Censo de los Estados Unidos, tiene una superficie total de 82.79 km², de la cual 82.44 km² corresponden a tierra firme y 0.35 km² están cubiertos por agua.

## Demografía
Según el censo de 2020, en ese momento la ciudad tenía una población de 31 180 habitantes. La densidad de población era de 378.21 hab./km². El 58.5% de los habitantes eran blancos, el 31.2% eran afroamericanos, el 0.5% eran amerindios, el 1.3% eran asiáticos, el 0.1% eran isleños del Pacífico, el 2.1% eran de otras razas y el 6.3% eran de una mezcla de razas. Del total de la población, el 5.0% eran hispanos o latinos de cualquier raza.